# Calliteara abietis
Calliteara abietis este o molie din familia Erebidae. Este găsită din nordul și centrul Europei până prin Rusia și Japonia.
Anvergura aripilor este de 35-52 mm.
Larvele se hrănesc cu Picea abies, Larix sibirica și Juniperus communis.

## Subspecii
- Calliteara abietis abietis
- Calliteara abietis argentata (Japonia,...)